# 6066 Hendricks
6066 Hendricks è un asteroide della fascia principale. Scoperto nel 1987, presenta un'orbita caratterizzata da un semiasse maggiore pari a 2,3738271 UA e da un'eccentricità di 0,2821768, inclinata di 6,22702° rispetto all'eclittica.